# Península Sul (Islândia)

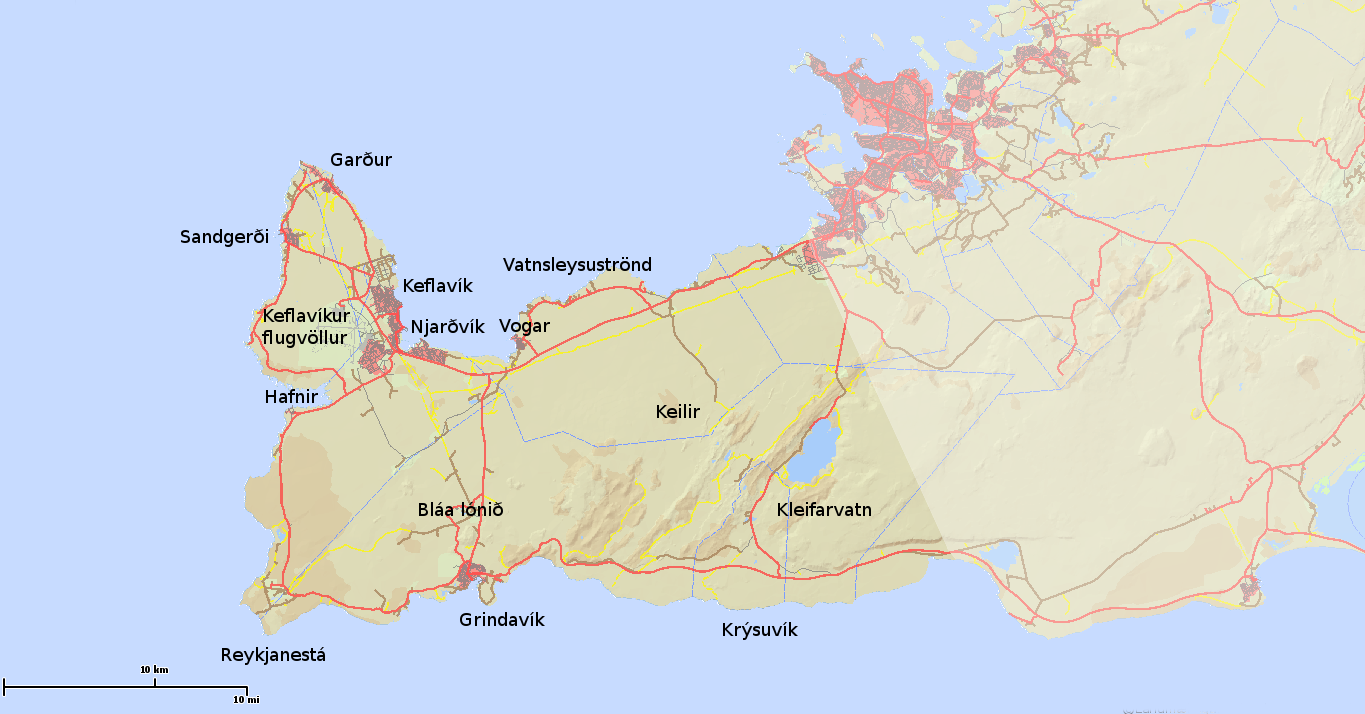
Mapa da Península Sul

A Península Sul, Península Meridional ou Península de Reykjanes (em islandês: Suðurnes) é uma das oito regiões da Islândia, e compreende uma península no sudoeste da ilha. A região da Península Sul tinha uma população de 27 829 em 2020, e é uma das partes mais densamente povoadas da ilha. O centro administrativo é Keflavík, que tinha 7 mil residentes quando se fundiu com a cidade vizinha de Njardvík e Hafnir há vários anos para criar Reiquianesbaer, que atualmente é o maior assentamento fora da área da Grande Reiquiavique.
A região é onde fica o Aeroporto Internacional de Keflavík, o principal ponto de entrada da Islândia, e também o spa geotermal da Lagoa Azul. A Ponte Entre Continentes se estende pelo vale do rift Álfagjá (60 pés de largura e 20 pés (6,1 m) de profundidade) perto de Grindavik, que marca a fronteira das placas tectônicas continentais da Eurásia e da América do Norte. Foi construída em 2002 e anteriormente chamada de ponte Leif the Lucky em homenagem ao explorador islandês Leif Eriksson, que viajou da Europa para a América quase 500 anos antes de Cristóvão Colombo.
Algumas cidades pesqueiras, como Grindavík, Njardvík e Sandgerdi estão situadas na península, bem como a cidade de Keflavík, o local do Aeroporto Internacional de Keflavík e o Terminal Aéreo Leifur Eriksson e uma antiga base militar americana.

## Geografia
A península é marcada por vulcanismo ativo sob sua superfície, e grandes campos de lava, permitindo pouca vegetação. Existem numerosas fontes termais e fontes de enxofre na metade sul da península, em torno do lago Kleifarvatn e da área geotérmica de Krýsuvík.

## Municípios
A Península Sul está dividida em 4 municípios. O mais populoso é Reiquianesbaer, que atualmente é o maior assentamento fora da área da Grande Reiquiavique.
| Municípios      | População (2020) | Área (km2) |
| --------------- | ---------------- | ---------- |
| Reiquianesbaer  | 19 421           | 144        |
| Sudurnesjabaer  | 3 588            | 82,5       |
| Grindavíkurbaer | 3 512            | 425        |
| Vogar           | 1 308            | 165        |
| Total           | 27 829           | 829        |

## Localidades
Há seis assentamentos na região da Península Sul:
- Reiquianesbaer
- Grindavík
- Sandgerdi
- Gardur
- Vogar
- Hafnir